# Зона контроля

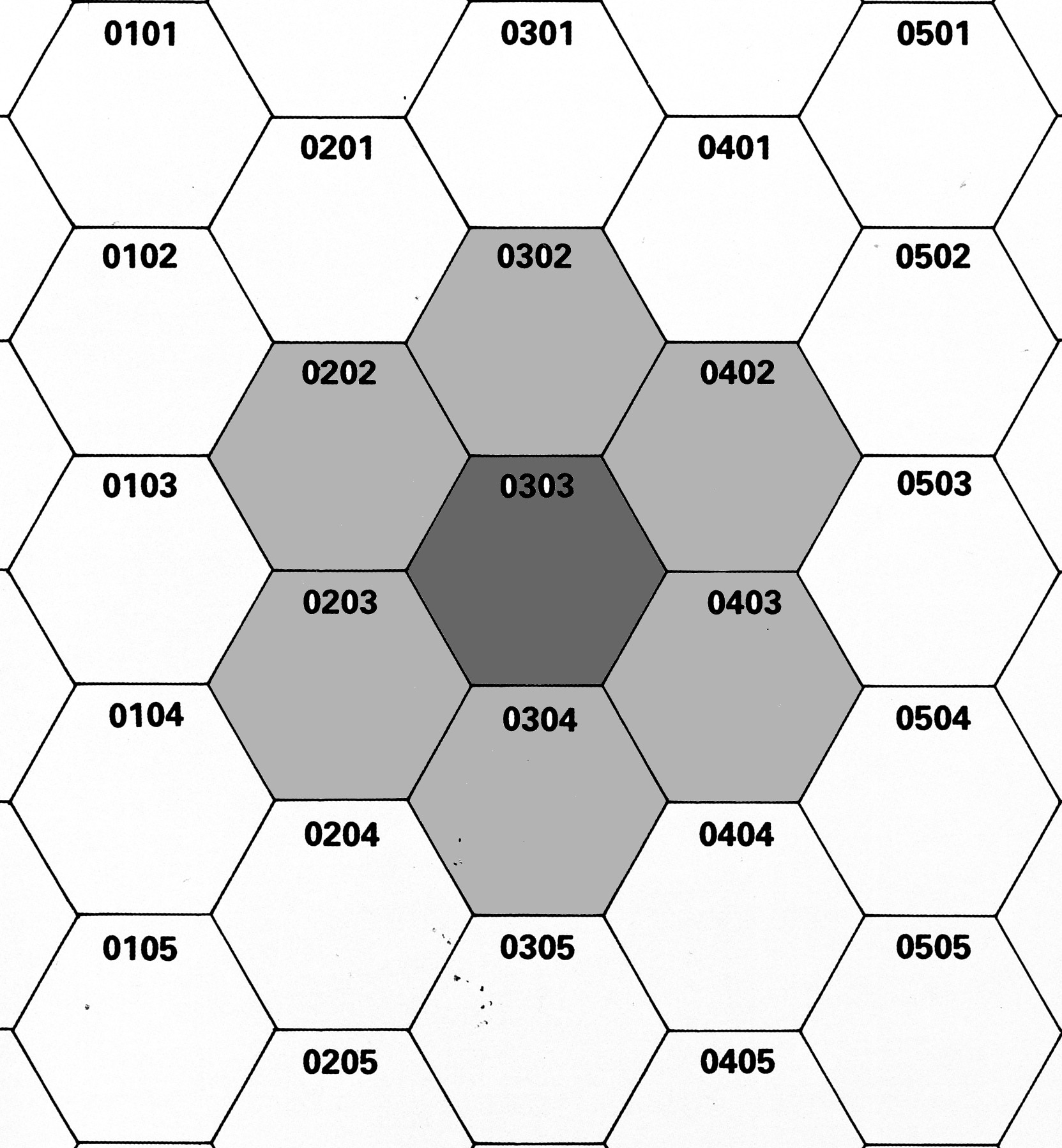
6 клеток зоны контроля для юнита в центральной клетке.

Зона контроля (с англ. — «zone control») — в настольных и компьютерных играх жанра варгейм концепт, представляющий влияние объекта клетки на ближайшие к нему клетки. Например, если на шестиугольной карте на клетке находится юнит, то шесть граничащих с ним клеток могут быть рассмотрены как «зона контроля» (см. илл.).

## Описание
Юнитам могут давать приказы на перемещение по полю боя для выполнения задач, но в реальном бою подразделения не могут просто так перемещаться по небольшим свободным пространствам между вражескими боевыми юнитами, так как они попадут под огонь противника, и во время движения может быть получен удар с фланга. Подобные ситуации в настольных варгеймах описываются термином «зона контроля»: если юнит перемещается на клетку рядом с боевым юнитом противника, то должна быть разрешена конфликтная ситуация. Например, после попадания в зону контроля юнит должен замедлить движение или остановиться и продолжить на следующем ходу. Таким образом, рядом с врагом можно перемещаться, но это требует дополнительных затрат времени или ресурсов.

## Способы контроля

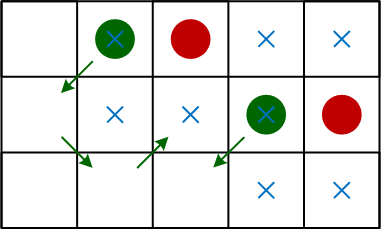
Пример зон контроля, используемых в Sid Meier’s Civilization: прямоугольная карта, красные юниты контролируют 8 граничащих с ними клеток (отмечены синим цветом); зеленый юнит справа может двигаться только в одном направлении; чтобы занять зелёному юниту слева целевую клетку необходимо пройти минимум 3 клетки по указанным стрелкам

Влияние юнита на клетки зоны контроля может быть различным. Выделяют следующие способы контроля:
- передвижения:

- блокирующая: юнит должен остановиться, если вошёл в зону контроля и юнит не может уйти без боя.
- жесткая: после попадания в зону контроля юнит теряет ходы и может двигаться только на следующей фазе боя.
- эластичная: вход и выход из зоны требует дополнительных очков хода.
- открытая: без влияния.

- боя:

- активная: все вражеские юниты атакуются в зоне контроля во время фазы атаки.
- неактивная: без влияния.

- снабжения и отступления:

- удержания: запрещает возможность отступления или снабжения несмотря на присутствие дружественных юнитов.
- подавления: предоставляет путь для отступления или снабжения.
- нестрогая: не оказывает влияния.

Данные свойства в зависимости от юнита и ситуации могут комбинироваться, например зона контроля может быть жёсткой, активной и подавляющей.
Описанные способы контроля не являются исчерпывающими. Например, зоны контроля боевых юнитов в Sid Meier’s Civilization характеризуются тем, что перемещение между двумя контролируемыми клетками недружественных боевых юнитов блокируется (см. илл.).
Зоны контроля могут использоваться в играх реального времени, когда при перемещении мимо вражеского юнита тот без приказа игрока открывает огонь или подобное перемещение автоматически становится более медленным. Имеется применение зон контроля в тактических ролевых играх, где уже игровые механики характеризуется необходимостью участия в бою, вынужденными остановками, ограничением манёвра и т. п..